# Eranina atatinga
Eranina atatinga är en skalbaggsart som först beskrevs av Maria Helena M. Galileo och Martins 1999.  Eranina atatinga ingår i släktet Eranina och familjen långhorningar. Inga underarter finns listade i Catalogue of Life.